# Čedo Vuković
Čedo Vuković (Đulići, Municipio de Andrijevica, 28 de septiembre de 1920 − Budva, 8 de abril de 2014) fue un escritor montenegrino. 
Fue un escritor muy prolífico pero su obra maestra es Mrtvo Duboko una de sus primeras novelas en la que narra con un estilo innovador el ocultamiento de un Chetniks de los partisanos en un pequeño pueblo de Montenegro durante la Segunda Guerra Mundial. También escribió numerosas novelas y novelas infantiles así como obras de teatro.
Fue miembro de la Academia de las Artes y las Ciencias de Montenegro.